# اسمره
اَسمَره پایتخت کشور اریتره است.

## پیشینه
تاریخ این شهر به ۷۰۰ سال پیش برمی‌گردد.
در آغاز چهار قبیله در منطقه اسمره در فلات کِبِسا زندگی می‌کردند.
این چهار قبیله عبارتند از: غِزا گورتوم، غزا شِلِله، غزا سِرِنسِر و غزا اَسمائه.
به تشویق زنان، مردان چهار قبیله برای مبارزه با راهزنانی که منطقه را ناامن کرده بودند متحد شدند و پس از پیروزی، نام تازه «اربعت اسمره» به این مکان داده شد.
معنی این نام در زبان تیگرینیا اینست: «چهار متحدند.»
پس از آن واژه اربعت به مرور از استفاده افتاد و نام اسمره به‌جا ماند.
شهر اصلی اسمره از شهرهای ساخته‌شده در زمان استعمار ایتالیایی است.